# Bozsidar Csorbadzsijszki
Bozsidar Csorbadzsijszki (bolgárul: Божидар Чорбаджийски, Szófia, 1995. augusztus 8. –) bolgár válogatott labdarúgó.

## Pályafutása

### Klubcsapatokban
Csorbadzsijszki szülővárosában, a CSZKA Szofija akadémiájánál nevelkedett; a felnőtt csapatban 2013. május 25-én mutatkozott be a városi rivális Lokomotiv Szofija elleni bajnoki mérkőzésen. A CSZKA csapatában 2013 és 2020 között száztizenhét bolgár élvonalbeli mérkőzésen nyolc gólt szerzett, valamint 2016-ban bolgár kupagyőztes lett. 2019 őszén kölcsönben a román élvonalbeli FCSB labdarúgója volt, a csapattal román kupagyőztes lett. 2020-ban lengyel élvonalba szerződött; 2020 és 2022 között előbb a Stali Mielec, majd a 2022–2023-as idényben a Widzew Łódź csapatában futballozott. 2023. június 16-án bejelentették, hogy a Diósgyőri VTK csapatához igazolt.

### A válogatottban
A bolgár labdarúgó-válogatottban 2016. szeptember 6-án debütált egy Luxemburg elleni vb-selejtező mérkőzésen.

## Statisztika

### A válogatottban
| Válogatott | Év       | Mérk. | Gól |
| ---------- | -------- | ----- | --- |
| Bulgária   | 2016     | 1     | 0   |
| Bulgária   | 2017     | 3     | 0   |
| Bulgária   | 2018     | 4     | 0   |
| Bulgária   | 2019     | 1     | 0   |
| Bulgária   | 2020     | 0     | 0   |
| Bulgária   | 2021     | 0     | 0   |
| Bulgária   | 2022     | 2     | 0   |
| Összesen   | Összesen | 11    | 0   |

## Sikerei, díjai
CSZKA Szofija
- Bolgár kupagyőztes: 2015–2016

 FCSB
- Román kupagyőztes: 2019–2020